# Luis Fuenmayor Toro
Luis Delfín Fuenmayor Toro (Caracas, Venezuela, 10 de julio de 1945) es un médico y profesor universitario venezolano, exrector de la Universidad Central de Venezuela. Actualmente es rector suplente del Consejo Nacional Electoral.

## Biografía
Fuenmayor Toro vive su infancia, su adolescencia y sus primeros años de adultez en los barrios de El Cementerio, el Prado de María y La Pastora en Caracas, y se gradúa como bachiller en ciencias en el Colegio Santa María en 1962. El mismo año protesta en contra del examen de admisión de la Facultad de Medicina de la Universidad Central de Venezuela (UCV) junto con otros estudiantes, exigiendo  plazas para todos los aplicantes, pero al final presenta y aprueba la prueba, comenzando su formación como médico. Durante sus estudios ejerce docencia secundaria en disciplinas como puericultura, biología y química, es electo dos veces como vicepresidente del Centro de Estudiantes de la facultad y en 1964 funda la Organización Estudiantil Razetti; el mismo año comienza su militancia en la Juventud Comunista de Venezuela y en 1968 es como electo representante principal estudiantil ante el Consejo de la Facultad de Medicina.
El mismo año egresa con el título de médico cirujano y empieza a ejercer docencia universitaria en la cátedra de farmacología de la Escuela de Medicina José María Vargas. A partir de 1970 comienza a presentar trabajos científicos en congresos nacionales, principalmente en las convenciones anuales de la Asociación Venezolana para el Avance de la Ciencia, con la publicación de los resúmenes en la revista Acta Científica Venezolana. Durante este tiempo también expresó su rechazo hacia la Operación Canguro, la intervención de la UCV durante la presidencia de Rafael Caldera. En 1974 se desempeña como profesor agregado y posteriormente viaja al exterior a realizar estudios de postgrado en la Universidad de Cambridge. Fuenmayor Toro se desempeña como profesor titular para 1983 y como rector de la Universidad Central entre 1988 y 1992. En 1993 conoce a Hugo Chávez en la cárcel de Yare,  apresado después de haber participado en el golpe de Estado de 1992, y junto con otros profesores trabaja con Chávez y parte de su equipo político con la intención de ofrecerle contenido académico a su proyecto político. Su designación como director de la Oficina de Planificación del Sector Universitario lo obliga a jubilarse de la Universidad Central en 2000.
En octubre de 2007 fue imputado por el Ministerio Público por el delito agravado de violencia sexual contra su hijo. En 2011 el juzgado admitió la acusación y las pruebas presentadas por los fiscales, ordenando la privativa de Fuenmayor en la cárcel de Los Teques, en el estado Miranda, y pasar a la etapa de juicio. Fuenmayor ha negado las acusaciones. Posteriormente se le concedió arresto domiciliario.
En 2020 Fuenmayor Toro fue designado por el Tribunal Supremo de Justicia como rector suplente del Consejo Nacional Electoral, violando la constitución de Venezuela, la cual establece que las autoridades electorales deben ser electas por la Asamblea Nacional. Fuenmayor Toro ha expresado su apoyo a Hamás y Hezbollah y es negador del Holocausto. Su designación como rector suplente en el CNE fue denunciada por el Centro Simon Wiesenthal y sus comentarios sobre el Holocausto han sido rechazadas por la embajada de Alemania en Venezuela.